# Geordie Williamson
Geordie Williamson (Bowral, Austrália, 1981) é um matemático australiano.

## Vida e trabalho
Williamson estudou a partir de 2000 na Universidade de Sydney, onde obteve o grau de bacharel em 2003, com um doutorado em 2008 na Universidade de Freiburg, orientado por Wolfgang Soergel, com a tese Singular Soergel Bimodules.
Foi palestrante convidado do Congresso Europeu de Matemática em Berlim (2016: Shadows of Hodge theory in representation theory). Recebeu o Prêmio EMS. Para 2018 está previsto como palestrante plenário do Congresso Internacional de Matemáticos no Rio de Janeiro.

## Publicações
- com Ben Elias: The Hodge Theory of Soergel bimodules, Annals of Mathematics, Volume 180, 2014, 1089-1136, Arxiv
- Schubert calculus and torsion explosion, (com apêndice por A. Kontorovich, P. McNamara, G. Williamson), Preprint 2013,  Arxiv
- Modular intersection cohomology complexes on flag varieties, Mathematische Zeitschrift, Volume 272, 2012, p. 697–727 (com apêndice por Tom Braden), Arxiv
- On an analogy of the James conjecture, Representation Theory, Volume 18, 2014, p. 15–27, Arxiv
- com Ben Elias: Kazhdan-Lusztig conjectures and shadows of Hodge theory, Preprint 2014, Arxiv
- com Daniel Juteau, Carl Mautner: Parity sheaves, Journal of the AMS, Volume 27, 2014, p. 1169–2012, Arxiv